# 峨眉黄芩
峨眉黄芩（学名：Scutellaria omeiensis），为唇形科黄芩属下的一个植物变种。